# Tiếng Hy Lạp Koine
Tiếng Hy Lạp Koine, hay tiếng Hy Lạp Thông Dụng (tiếng Hy Lạp hiện đại: Ελληνιστική Κοινή, nghĩa đen: "phương ngữ phổ thông"), còn gọi là tiếng Attica phổ thông hoặc phương ngữ Alexandria, là dạng liên khu vực phổ thông của tiếng Hy Lạp được nói và viết trong suốt Giai đoạn Hellenic và thời Đế quốc La Mã cổ đại. Nó phát triển cùng với sự mở rộng của người Hy Lạp theo sau các cuộc chinh phạt của Alexander Đại đế vào thế kỷ 4 TCN, và đóng vai trò là lingua franca thông dụng của khu vực Địa Trung Hải và Trung Đông trong hàng thế kỷ sau đó. Ngôn ngữ này chủ yếu dựa trên các dạng viết của hai phương ngữ có liên quan Attica và Ionia, cùng với ảnh hưởng của các phương ngữ khác.
Tiếng Hy Lạp Koine bao gồm một phổ rộng với nhiều phong cách khác nhau, từ các dạng văn viết bảo thủ hơn cho tới các bản ngữ nói đương thời. Là ngôn ngữ chủ chốt của Đế quốc Đông La Mã, sau này nó phát triển thành tiếng Hy Lạp Trung đại, tiền thân chính của tiếng Hy Lạp Hiện đại.
Tiếng Koine văn viết là phương tiện truyền tải nhiều tác phẩm văn chương và học vấn Hy Lạp hậu cổ điển, như của Plutarchus và Polybius. Đây cũng là ngôn ngữ viết Bản Bảy Mươi (bản dịch thế kỷ 3 TCN của Kinh Thánh Hebrew), Kinh Tân Ước Kitô giáo, và hầu hết các trước tác thần học Kitô giáo sơ khởi của các Giáo Phụ. Trong ngữ cảnh này, nó còn được gọi là tiếng Hy Lạp 'Kinh thánh', 'Tân Ước', 'giáo hội' hoặc 'giáo phụ'.